# Џозеф Смит
Џозеф Смит млађи (енгл. Joseph Smith, Jr.; Шерон, 23. децембар 1805 — Картиџ, 27. јун 1844) био је амерички верски вођа, оснивач покрета Светаца последњих дана, доминантног огранка мормонизма. У 24. години, Смит је објавио Мормонову књигу, а до своје смрти четрнаест година касније, привукао је десетине хиљада следбеника, основао градове и храмове и успоставио религију и верску културу које трају до данашњих дана.
Смит је рођен у Шерону, Вермонт. Године 1817. преселио се са породицом у западни део савезне државе Њујорк, тадашње место интензивног верског препорода познатог као део Другог великог буђења. Ту је, наводно, почетком 1820. видео и чуо низ визија. У првој од ове две визије, „јавиле“ су му се две личности (имплицира се да су то Бог Отац и Бог Син), а у другој визији анђео Морони је показао Смиту закопану књигу на златним плочама на којима је исписана јудео-хришћанска историја неке древне америчке цивилизације. Смит је 1830. објавио оно за шта је тврдио да је енглески превод ових плоча, у књизи под називом Мормонова књига. Исте године је организовао Цркву Христову, назвавши је обновом ране хришћанске цркве. Припадници ове цркве су касније названи свеци последњих дана или мормони.
Смит и његови следбеници су се 1831. преселили на запад у жељи да изграде амерички Сион. Окупили су се у Киртланду у Охају и основали истурену станицу у Индепенденсу у Мисурију, која је требало да буде „централно место“ Сиона. Током тридесетих година 19. века, Смит је слао мисионаре, објављивао „откровења“ и надгледао изградњу скупог храма. Међутим, због пропасти банке којој је његова црква била покровитељ и насилних окршаја са љутим не-мормонским житељима Мисурија, Смитови снови о градњи Сиона у Мисурију и Охају су пропали до краја ове деценије. Почетком четрдесетих година 19. века Смит је основао нови град назван Нову у Илиноису, где је био духовни и политички вођа. Године 1844. Смит и градско веће Новуа су разгневили немормонско становништво наредбом за уништење штампарије у којој је штампан експозе који је критиковао Смитову власт и праксу полигамије. Након тога, Смит је притворен у затвору у Картиџу у Илиноису, а убијен је када је руља упала у затвор.
Смит се сматра једним од најутицајнијих, најхаризматичнијих, најиновативнијих и најконтроверзнијих личности у америчкој верској историји. Током свог живота објавио је многа открића и друге текстове која његови следбеници сматрају религиозним текстовима. Његово учење укључује јединствене ставове о природи Бога, космологији, породичној структури, политичкој организацији и верском колективизму. Његови следбеници га сматрају пророком равним Мојсију и Илији, док га критичари сматрају лажним пророком и преварантом. Смитова заоставштина укључује многе деноминације, од којих су највећа Црква Исуса Христа светаца последњих дана и Заједнице Христа.